# Mali Lićenat
Mali Lićenat (alb. Liqeni i Drelajve ili Leqinati i vogël; srp. Језеро Мали Лићенат) je malo jezero na planini Lićenat, u lancu Prokletija, na zapadnom Kosovu, blizu granice s Crnom Gorom. 
Nalazi se na nadmorskoj visini od 2,341 m. Dužina jezera je 100 m, a najveća širina je 40 m. Mali Lićenat se nalazi na nižoj nadmorskoj visini od mnogo većeg jezera Lićenat koje se nalazi zapadno od njega i od kojeg ga dijeli samo jedno brdo s borovom šumom.